# Opcja terminowa
Opcja terminowa – rodzaj opcji, których nabywca uzyskuje prawo do zajęcia pozycji długiej lub krótkiej w kontrakcie futures po z góry określonej cenie wykonania i w ustalonym terminie. Data wygaśnięcia takich opcji jest ustalana zwykle na kilka dni przed pierwszym dniem dostawy dla kontraktu futures będącego instrumentem podstawowym. Obecnie opcje tego typu nie są notowane na GPW. Są one natomiast popularne w USA. Występują tam m.in. opcje na kontrakty futures na kukurydzę, soję, złoto, bony skarbowe, obligacje oraz Index S&P 500.